# Halmos Ferenc
Halmos Ferenc (Eilingsfeld; Hásságy, 1931. szeptember 5. – Szolnok, 1980. október 21.) földmérő mérnök. 

## Családja
Szülei Eilingzfeld István és Hogemann Teréz. Felesége – 1956-tól – Horváth Márta, a soproni Május 1. téri Általános Iskola nevelője. Fia: Halmos Tamás (1958–) és Halmos Péter (1964-).

## Iskolái
Elemi iskoláit szülőfalujában végezte, a pécsi Széchenyi István Gimnáziumban tanult, a pécsi Nagy Lajos Gimnáziumban érettségizett 1949-ben, a BME Soproni Földmérőmérnöki Karán végzett 1953-ban, a műszaki (geodéziai) tudományok kandidátusa (1964), doktora (1973).

## Életútja
A Soproni Műszaki Egyetemi Karok Geodéziai és Bányaméréstani Tanszékének tanársegéde (1953–1954). Az MTA soproni Geodéziai Kutató Csoportjának tudományos segédmunkatársa (1954–1955), az MTA Geodéziai Kutató Laboratóriuma, illetve Geodéziai és Geofizikai Kutató Intézete tudományos munkatársa (1955–1968), tudományos főmunkatársa (1968–1974), tudományos tanácsadója (1974–1980); egyúttal tudományos osztályvezető (1972–1977) és tudományos igazgatóhelyettes is (1977–1980). A Szovjetunióban (1964–1965), majd az NSZK-ban ösztöndíjas vendégkutató (1969). Az MTA–TMB önálló aspiránsa (1959–1963).

## Munkássága
Matematikai, elméleti és alkalmazott geodéziával, geodéziai műszervizsgálatokkal, ún. szatellita geodéziai modellek vizsgálatával foglalkozott, elsősorban a giroteodolitok és alkalmazásuk vizsgálata terén ért el nemzetközileg is jelentős eredményeket. Számos nagyobb ipari és mezőgazdasági létesítmény geodéziai munkáiban vett részt, jelentős tevékenységet fejtett ki a magyarországi önálló háromszöghálózatok fejlesztése, bányászati áttörési mérések, külszíni és térképezési munkálatok vizsgálata terén.
Sopronban (Sztálin tér 47.) élt és tevékenykedett, temetése 1980. október 28-án volt, Sopronban a helyi Szent Mihály-temetőben nyugszik.

## Társasági tagságai
- Az MTA Geodéziai Bizottsága tagja, majd titkára (1973-tól).
- A Nemzetközi Földmérő Szövetség (FIG) Giroteodolitok és Alkalmazásuk Bizottságának titkára (1971–1980).
- A Nemzetközi Geodéziai Szövetség (IAG) tagja.

## Elismerései
- Akadémiai Díj (1965), MTESZ Díj (1977).

## Főbb művei
- Felsőrendű teodolitok körosztásának vizsgálata. (Geodézia és Kartográfia, 1956)
- A Hazay-féle koordinátaszámítási módszer használhatósági tartományának kiterjesztése. Szádeczky-Kardoss Gyulával. (Geodézia és Kartográfia, 1957; németül: Bányamérnöki és Földmérőmérnöki Karok Közleményei. XX. köt. Sopron, 1958)
- Középhiba-meghatározás a mérési eredmények javításai alapján. (Geodézia és Kartográfia, 1958; németül: Acta Technica, 1959)
- Beszámoló néhány új magyar műszer vizsgálatáról. Alpár Gyulával, Somogyi Józseffel. (Geodézia és Kartográfia, 1959)
- A kiegyenlített értékek függvényének középhibája egy különleges esetben. – Kis és közepes teodolitok körosztásának vizsgálata beszerelt állapotban. (Geodézia és Kartográfia, 1960)
- L’examen de la division des cercles montés dans les théodolites de capacité faible et moyenne. (Acta Technica, 1961)
- A hibaellipszis és a talpponti görbe jellemzői. – Hosszméréses hálózatok kiegyenlítéséhez. (MTA Műszaki Tudományok Osztálya Közleményei, 1962)
- A MOM Te-D1 tahiméter-teodolit teljesítőképességének vizsgálata. – Fényképpárok kölcsönös tájékozási elemeinek analitikus meghatározása. (Geodézia és Kartográfia, 1962)
- Kiegyenlítőkészülék hosszméréses háromszögelési hálózatokhoz. (Geodézia és Kartográfia, 1963)
- The Analytic Methods of Relative Orientation of Stereo-Plates. (Acta Technica, 1963)
- Ferde aknán való pontlevetítés. Alpár Gyulával. – Racionális bányamérésekkel kapcsolatos kérdések vizsgálata. Feigly Bélával, Fónay Valérrel. (Bányászati Lapok, 1963)
- A Wild-féle szektormódszer egységes vizsgálata és kiegyenlítése. (MTA Műszaki Tudományok Osztálya Közleményei, 1963)
- Mérési eredmények kiértékelésével kapcsolatos gazdasági és pontossági vizsgálatok. Kand. értek. (Sopron, 1963)
- Méréseredmények pontosságának meghatározása. (Geodézia és Kartográfia, 1964)
- Szögmérési eredmények pontossági vizsgálata. (Soproni Műszaki Évkönyv. I. Sopron, 1964)
- A normálegyenletek gyors megoldása a kiegyenlítés általános esetében. – A kiegyenlítés általános esetének visszavezetése a tiszta feltételes mérések kiegyenlítésére. (Geodézia és Kartográfia, 1965)
- Die Bestimmung der Genauigkeit von Messergebnissen. – Theory and Practice of the Evaluation of Measurement Results. (Acta Technica, 1965)
- Pontok elmozdulásának mérések útján történő meghatározása és állandóságuk kritériumai. (Bányászati Lapok, 1965)
- Prüfung der Kreiseltheodolite mit besonderer Hinsicht auf ihre geodätische Anwendung. (Állami Földmérési és Térképészeti Hivatal Műszaki Főosztályának Közleményei. Bp., 1965; német és orosz nyelven is)
- Giroteodolitok állandójának meghatározása. – Giroteodolitok és alkalmazásuk, különös tekintettel a MOM Gi–B1 műszerre. – Egyszerű és gyors számítások giroteodolit-méréseknél. Szádeczky-Kardoss Gyulával. (Bányászati Lapok, 1966)
- Determination and Reliability of the Constant of Gyrotheodolites. Szádeczky-Kardoss Gyulával. (Acta Geodetica, Geophysica et Montanistica, 1967)
- Giroteodolitok általános vizsgálata és alkalmazási lehetőségei. (Bányászati Lapok, 1967)
- A szórási analízis néhány időszerű kérdése a geodéziában. – A MOM Gi–B2 giroteodolit alkalmazása föld alatti tájékozó mérésekhez. – A rátétgiroszkópok szerkezeti kialakítása és vizsgálatuk eredményei. (Geodézia és Kartográfia, 1967)
- Giroteodolitos azimutmeghatározások módszertani és pontossági vizsgálata. – Föld alatti létesítmények tájékozása giroteodolittal, különös tekintettel az áttörési mérésekre. – Sokszögelés közbeeső tájékozásokkal, különös tekintettel a giroteodolitok alkalmazására. (Geodézia és Kartográfia, 1968)
- Egyszerűsített egyenletmegoldás alkalmazása a kiegyenlítés általános esetében. – Giroteodolitok torziós felfüggesztő szalagjainak vizsgálata. (Bányászati és Kohászati Lapok. Bányászat, 1968)
- A deklinatoriumoktól a giroteodolitokig. (Geodéziai és Kartográfiai Tájékoztató, 1968)
- Föld alatti hálózatok tájékozása giroteodolittal. (A geodézia szerepe a városok tervezésében és építésében. Konferencia. Előadáskivonatok. Bp., 1968)
- Giroteodolitok hitelesítése. – Metodikai problémák giroteodolitos azimutmeghatározásoknál. (Bányászati és Kohászati Lapok. Bányászat, 1969)
- A kölcsönös függőség kérdése a sokszögelések hibavizsgálatában. – Mesterségeshold-megfigyelések geodéziai célú feldolgozása. – Tudományos vizsgálatok a Föld mesterséges holdjainak észlelésével. Szádeczky-Kardoss Gyulával. (Geodézia és Kartográfia, 1969)
- Különböző úton kiegyenlített háromszöghálózatok összekapcsolása. Verőné Hetényi Máriával. – A geodéziai célú szatellita megfigyelések és kiértékelések automatizálása. Kádár Istvánnal, Karsay Ferenccel. – Szatellitgeodéziai világhálózat létesítése. (Geodézia és Kartográfia, 1970)
- Giroteodolitok geodéziai alkalmazásának elméleti és gyakorlati kérdései. Monográfia és doktori értek. is. 27 táblával. (Sopron, 1970–1971)
- Giroteodolit-mérések korrelációja. (Geodézia és Kartográfia, 1971; angolul: Acta Geodetica, Geophysica et Montanistica, 1971)
- Irány- és hosszméréses földi geodéziai és szatellitahálózatok pontosságának vizsgálata. Kádár Istvánnal, Karsay Ferenccel. – Az Arktisz–Antarktisz szatellitapoligon méréseinek és számításának néhány elvi kérdése. (Geodézia és Kartográfia, 1971)
- Giroteodolitok fejlődése és mérésmetodikája, különös tekintettel a bányászati alkalmazásra. (Bányászati és Kohászati Lapok. Bányászat, 1971)
- Giroteodolitok szabályos és véletlen iránymutatási hibái. (Bányászati és Kohászati Lapok. Bányászat, 1972)
- Az elektronikus fénytávmérők összeadó állandójának meghatározása. Kádár Istvánnal. – A közben is tájékozott sokszögvonalak további vizsgálata. (Geodézia és Kartográfia, 1972)
- A koordináták információtartalma és szerkezete. Kádár Istvánnal, Karsay Ferenccel. – Egydimenziós sík- és tér-koordinátarendszerek. Kádár Istvánnal, Karsay Ferenccel. – A giroteodolit-mérések pontosságának fokozása. Bácsatyai Lászlóval. (Geodézia és Kartográfia, 1973)
- Korszerű mérési és számítási eljárások a bányamérésben. (Bányászati és Kohászati Lapok. Bányászat, 1973)
- Giroteodolitok és lézerek a bányamérésben. – A tájékozó- és szögmérések időigénye és pontosság-vizsgálata sokszögelésnél. (Bányászati és Kohászati Lapok. Bányászat, 1974)
- Térbeli bázisbevitel a szatellitageodéziában. Kádár Istvánnal. – Hosszú bázisú rádió-interferométeres mérések geodéziai alkalmazása. – Geodéziai számítások egydimenziós sík- és tér-koordinátarendszerekben. Kádár Istvánnal, Karsay Ferenccel. (Geodézia és Kartográfia, 1974)
- A jelenleg alkalmazott giroteodolitok és várható fejlődésük. (Bányászati és Kohászati Lapok. Bányászat, 1975)
- A kombinált kozmikus geodéziai megfigyelési módszerek elemzése. – Azimut- és távolságszámítás szimultán szatelittamegfigyelésekből, földrajzi koordináták felhasználásával. Szádeczky-Kardoss Gyulával. (Geodézia és Kartográfia, 1975)
- A geodéziai tudomány helyzete hazánkban. 1–2. Biró Péterrel, Joó Istvánnal. – A felmérés és térképezés automatizálása. Bácsatyai Lászlóval. (Geodézia és Kartográfia, 1976)
- A geodéziai tudomány helyzetelemzése. Biró Péterrel, Joó Istvánnal. (Bp., 1976)
- Pontok koordináta-középhibája, közben is tájékozott sokszögvonalaknál. (Bányászati és Kohászati Lapok. Bányászat, 1976)
- Ellipszoid húrhosszak geodéziai számítása. Szádeczky-Kardoss Gyulával. – További vizsgálatok a rövid hatótávolságú távmérők alkalmazásához. Kádár Istvánnal. – Lokális kiegyenlítés a legkisebb négyzetek módszerén alapuló szűrőkkel. 1–2. Kádár Istvánnal, Karsay Ferenccel. (Geodézia és Kartográfia, 1977)
- Theoretical and Practical Problems of the Use of Gyrotheodolites in Geodesy. (Sopron, 1977)
- Regisztráló elektronikus tahiméterek. – Giroteodolitos lengések nyugalmi helyzetének meghatározása. (Geodézia és Kartográfia, 1978)
- A giroteodolit-mérések automatizálásának lehetőségei, különös tekintettel a geodéziai és bányamérési feladatokra. (Bányászati és Kohászati Lapok. Bányászat, 1978)
- Doppleres szatellitamegfigyelések értékelése. – A természeti erőforrások feltárásának és védelmének geodéziai feladatai. (Geodézia és Kartográfia, 1979)
- Geodéziai hálózatok közötti transzformációk matematikai modellje. – A geodézia szerepe a természeti erőforrások feltárásában. (Geodézia és Kartográfia, 1980)
- Elektronikus távmérők, tahiméterek és alkalmazásuk a geodéziában és bányamérésben. (Bányászati és Kohászati Lapok. Bányászat, 1980)
- Inerciális mérőrendszerek a geodéziában. – Geodéziai hálózatok transzformációja kiegyenlítéssel. (Geodézia és Kartográfia, 1981).

## További irodalom
- Halálhír. (Magyar Nemzet, 1980. nov. 2.)
- Szádeczky-Kardoss Gyula: H. F. (Geodézia és Kartográfia, 1980)
- Ferenc Halmos. H. F. (Acta Geodetica, Geophysica et Montanistica, 1981)

(Bányászati és Kohászati Lapok, 1981).